# جيمي عبدو
جيمي عبدو (13 يوليو 1984 في فرنسا - ) (بالفرنسية: Jimmy Abdou)‏ هو لاعب كرة قدم فرنسي وجزر القمر في مركز الوسط. شارك مع منتخب جزر القمر لكرة القدم. أما مع النوادي، فقد لعب مع نادي بليموث أرجايل ونادي سيدان ونادي مارتيغ ونادي ميلوول وإيه أف سي ويمبلدون.

## مسيرته الكروية
لعب جيمي عبدو خلال مسيرته الاحترافية مع 5 أندية في ثمانية عشر موسمًا وسجل خلالها 15 هدفًا ضمن 503 مباراة. ولم يفز بأي موسم بالكأس أو بالدوري.
خاض جيمي عبدو مسيرته مع نادي مارتيغ في موسم 2002–03 في المرة الأولى لمدة موسم واحد ثم في موسم 2018–19 ولمدة موسمين، مشاركًا طوالها في 68 مباراة سجل خلالها 3 أهداف. ثم انتقل إلى نادي سيدان في موسم 2003–04 ليلعب معه أربعة مواسم، حيث شارك في 80 مباراة سجل خلالها هدفين. لينتقل بعدها إلى نادي بليموث أرجايل في موسم 2007–08 لمدة موسم واحد، مشاركًا في 31 مباراة سجل خلالها هدفًا واحدًا. ثم انتقل إلى نادي ميلوول في موسم 2008–09 ليلعب معه تسعة مواسم، مشاركًا في 290 مباراة سجل خلالها 7 أهداف. هذا وانتقل لاحقًا إلى إيه أف سي ويمبلدون في موسم 2017–18 لمدة موسم واحد، مشاركًا في 34 مباراة سجل خلالها هدفين.

## وصلات خارجية
- جيمي عبدو على موقع الاتحاد الدولي (مؤرشف)  (الإنجليزية)
- جيمي عبدو على موقع قاعدة بيانات كرة القدم.إي يو (الإنجليزية)
- جيمي عبدو على موقع ليكيب (الفرنسية)
- جيمي عبدو على موقع ناشيونال فوتبول تيمز (الإنجليزية)
- جيمي عبدو على موقع Soccerbase.com (لاعب) (الإنجليزية)
- جيمي عبدو على موقع Soccerway.com (الإنجليزية)